# موج گرمای تابستان ۲۰۱۹ اروپا
موج گرمای تابستان ۲۰۱۹ اروپا (انگلیسی: June-July 2019 European heat wave) موج گرمایی است که از اواخر ژوئن بخش‌هایی از اروپا را فراگرفت و سبب شد که رکورد گرم‌ترین دمای ثبت شده در برخی کشورهای اروپایی از جمله فرانسه، بلژیک، آلمان و انگلستان با اختلاف ۲ تا ۳ درجه سلسیوس ثبت شود و حدود شش تن در اثر آن کشته شده‌اند. این موج گرما سبب کشته شدن مورد از دام‌ها در مراکز نگهداری حیوانات شد.